# 索尼NEX-C3
索尼 NEX-C3是索尼于2011年6月15日发售的一款α品牌微单数码相机。作为NEX-3的升级产品，在外观上NEX-C3与前者的大致相同。索尼 NEX-3则于C3发售当日宣布停产。